# Blitz Coaster
De Blitz Coaster is een stalen achtbaanmodel van de Zwitserse achtbaanbouwer Intamin AG. De eerste Blitz Coaster opende in 2007. Tegenwoordig wordt dit type achtbaan ookwel een LSM Launch Coaster genoemd. Over het algemeen zijn Blitz Coasters relatief grote achtbanen met korte treinen.

## Beschrijving

### Algemeen
Een Blitz Coaster is een relatief grote achtbaan, dat wil zeggen dat de baan behoorlijk lang is (vanaf één kilometer) en dat er een redelijke hoogte wordt gehaald (de gebouwde exemplaren gaan van 30 tot 55 meter). De topsnelheid van deze banen ligt dan ook ruim boven de honderd kilometer per uur. De treinen die erop gebruikt worden zijn dan weer eerder kort. Een trein op een Blitz Coaster bestaat uit wagons van vier personen (twee rijen van twee). Sommige Blitz Coasters hebben treinen met drie wagons, andere vier.
Daarnaast wordt op een Blitz Coaster gebruikgemaakt van lancering door middel van LSM-aandrijving, en gaat de baan meestal over de kop. Sommige Blitz Coasters hebben midden in de baan nog een tweede lancering om de trein opnieuw te versnellen.

### Uitzonderingen
Niet alle Blitz Coasters voldoen aan alle eigenschappen. Bij de volgende drie is telkens een van bovenstaande eigenschappen niet voldaan:
- Cheetah Hunt is met een topsnelheid van 96 kilometer per uur met een 'voorsprong' van 15 kilometer per uur de traagste Blitz Coaster.
- Taron gaat als enige Blitz Coaster niet over de kop.
- Maverick begint niet met een lancering, maar met een optakeling. (Verder in de baan zit wel nog een lancering.)

## Lijst van Blitz Coasters
| Naam          | Park                                  | Lengte   | Hoogte                                    | Inversies | Snelheid | Openingsdatum |
| ------------- | ------------------------------------- | -------- | ----------------------------------------- | --------- | -------- | ------------- |
| Maverick      | Cedar Point                           | 1356,4 m | 32 m                                      | 2         | 112 km/u | 26 mei 2007   |
| iSpeed        | Mirabilandia                          | 1000 m   | 55 m                                      | 2         | 120 km/u | 20 mei 2009   |
| Cheetah Hunt  | Busch Gardens Tampa                   | 1350 m   | 39,6 m (waarvan 8,5 meter onder de grond) | 1         | 96 km/u  | 27 mei 2011   |
| Nefeskesen    | Vialand                               | 670 m    | 50 m                                      | 2         | 110 km/u | 01 april 2014 |
| Red Fire      | ViaSea                                | 980 m    | 55 m                                      | 2         | 110 km/u | 08 juli 2015  |
| Taron         | Phantasialand                         | 1320 m   | 30 m                                      | 0         | 117 km/u | 30 juni 2016  |
| VelociCoaster | Universal Studios Island of Adventure | 1432 m   | 47 m                                      | 4         | 113 km/u | 10 juni 2021  |
| Toutatis      | Parc Astérix                          | 1075 m   | 51 m                                      | 3         | 107 km/u | 08 april 2023 |